# Rhodostemonodaphne juruensis
Rhodostemonodaphne juruensis är en lagerväxtart som först beskrevs av Albert Charles Smith, och fick sitt nu gällande namn av Chanderb.. Rhodostemonodaphne juruensis ingår i släktet Rhodostemonodaphne och familjen lagerväxter. Inga underarter finns listade i Catalogue of Life.